# Porpacithemis dubia
Porpacithemis dubia là loài chuồn chuồn trong họ Libellulidae. Loài này được Fraser mô tả khoa học đầu tiên năm 1954.